# Pavol Jozef Šafárik
Pavol Jozef Šafárik (češ. Pavel Josef Šafařík), slovaško-češki filolog, pesnik, slavist, literarni zgodovinar, zgodovinar in etnograf, * 13. maj 1795, Kobeliarovo, † 26. junij 1861, Praga. 
Bil je eden od utemeljiteljev slavistike kot znanosti. Večino svojih del je napisal v češčini oziroma nemščini.

## Družina
Oče Pavel (Pavol) Šafárik (1761–1831) se je rodil v Štítniku (Csetnek), 26. januarja 1761. 15 let je bil učitelj v okolici Štítnika. Kasneje je opustil ta poklic in odšel na Kobielarovo, kjer se je izšolal za duhovnika. Starša sta imela pet otrok (Ján, Mária, Ľudovít, Samuel, Pavel Jozef, slednji je po prvem letu življenja umrl).  
Kobeliarovska župnija je bila ena najrevnejših v Gemeri. Mati je želela otrokom zagotoviti dostojno življenje, zato je skrbela za gospodinjstvo, tkala lan in trgovala. Šafárikov oče se je leta 1813, čeprav so otroci temu nasprotovali, drugič poročil, z vdovo Rozalio Drábovo. Imela sta dva otroka, z njo je živel do svoje smrti. 
1822, v času bivanja v Srbiji, se je P. J. Šafárik poročil z 19-letno Júlio Ambróziovo (1803–1876). Bila je visoko izobražena, govorila je slovaško, češko, srbsko in rusko. Bila je Šafarikova močna opora pri njegovem znanstvenem raziskovanju. V Srbiji so se jima rodile tri hčere (Ľudmila, Milena, Božena) in dva sinova (Mladen Svatopluk, Vojtech). Starejši dve hčeri ter prvi sin so umrli kmalu po rojstvu. Po prihodu v Prago se jima je rodil šesti otrok, sin, ki je kmalu umrl.

## Življenje

### Madžarska (1795–1815)
Otroštvo je preživel na Kobeliarovem, na severu Gemerja (Gömör) ter na jugovzhodu Slovaške. Osnovno izobrazbo je pridobil od očeta. Na njegovo narodno zavest je vplivalo okoliško ljudstvo, njihove pesmi, pripovedke, legende in naravne lepote dežele.
V letih od 1805 do 1808 je študiral v  Rožňavi (Rozsnyó) na evangeličanski šoli. Osvajal je znanje latinskega, nemškega in madžarskega jezika. Zaradi pomanjkanja finančnih sredstev je študij nadaljeval v Dobšini, kjer se je posvetil sintaksi in retoriki.
V jeseni 1810 je prišel v Kežmark. Tu je študiral retoriko, nato filozofijo, teologijo, ki pa so jo poleg osnovnih teoloških disciplin sestavljala še predavanja o zgodovini, teoretični in praktični fiziki ter pravnih zakonih. Študij je dokončal 1814. Popolnoma so ga prevzeli klasični jeziki in nemščina. Pri študiju teologije se je naučil grščine in hebrejščine. Znanje teh dveh jezikov ter bogata zasebna knjižnica sta mu odprla vrata v svet antične in latinske literature. Njegova ljubezen do slovaškega in češkega slovstva, jezika in ljudi se je postopoma razširila še na srbski in kasneje na vse slovanske narode.
Prvo večje delo je zbirka pesmi z naslovom Tatranská Múza s lyrou slovanskou (1814).

### Nemčija (1815–1817)
Študij je nadaljeval na očetovo željo na univerzi v Jeni. 16. maja 1816 je postal član združenja Societas latina Jenensis. Med oktobrom 1815 in majem 1816 je napisal 17 pesmi in jih objavil v Hromádkovih Prvotinách pěkných umění. Iz Nemčije je moral oditi maja 1817. Vzroka za predčasen odhod sta vmešavanje avstrijske vlade, ki je preprečevala, da bi mladi iz Madžarske študirali v Nemčiji, ter Šafárikova finančna stiska. Na poti v domovino se je ustavil v Leipzigu in v Pragi, kjer se je srečal s češkimi domoljubi Dobrovskim, Jungmannom, Hanko, Presslom, Nejedlým idr.

### Madžarska (1817–1819)
Med 1817 in 1819 je bil zaposlen kot mentor v Pressburgu (danes Bratislava), v znani družini Kubínyini. Tko je imel večje možnosti za znanstveno delo, izboljšal si je finančni položaj, imel pa je tudi pestrejše kulturno, družbeno in znanstveno življenje. Spoprijateljil se je s Františkom Palackim, ki je bil njegov dopisovalec in mentor. Skupaj sta napisala literarnoteoretično delo Počátkové českého básnictví obzvláště prozodie (Pressburg – Praga, 1818). Njun skupni prijatelj je bil tudi Ján Blahoslav Benedikti, kasneje (1819) se je Šafárik spoprijateljil še s pomembnim slovaškim pesnikom in politikom Jánom Kollárjem.
Leta 1819 je dobil ponudbo za službo profesorja na evangeličanski šoli na severu Madžarske, a se je raje odločil za službovanje v Novem Sadu. Potegoval se je za mesto ravnatelja in prvega profesorja, doktorat je pridobil 3. aprila 1819 in s tem mesto ravnatelja. Njegov odhod iz Prage so mnogi Čehi občutili kot veliko izgubo.

### Srbija (1819–1833)
Od 1819 do 1833 je služboval kot ravnatelj in profesor na srbski pravoslavni gimnaziji v Novem Sadu. Poučeval je matematiko, fiziko, logiko, retoriko, poetiko, stilistiko ter klasično literaturo v latinščini, nemščini, kasneje tudi v madžarščini. 1824 je moral odstopiti z mesta ravnatelja, ker je avstrijska vlada prepovedala vse srbske pravoslavne cerkve, ki so zaposlovale protestante iz takratne Madžarske. V Novem Sadu je študiral srbsko književnost in antične književnosti. V sodelovanju z Jánom Kollárjem je objavil zbirko slovaških ljudskih pesmi, poskus sistematične obdelave vseh slovanskih jezikov kot celote.

### Češka (1833–1861)
Leta 1832 je zapustil Novi Sad. Naslednje leto je s pomočjo Jána Kollárja in na povabilo čeških prijateljev, ki so mu obljubili sofinanciranje, odšel v Prago, kjer je preživel preostanek svojega življenja. Pogoj za denarno pomoč je bil, da je od tedaj naprej pisal izključno v češkem jeziku. Sodeloval je pri uredniškem delu v Časopise Českého musea. 1834–1835 je bil urednik revije Světozor, med 1836–1847 cenzor knjig, 1841 skrbnik univerzitetne knjižnice v Pragi, od 1848 pa njen ravnatelj in hkrati izredni profesor slovanske književnosti in jezikoslovja na tej univerzi. 
Posvečal se je znanstvenemu raziskovanju, izobraževanju in šolstvu. 1848 je postal član komisije pri zbiranju gradiva za slovanski pravni terminološki slovar. Sodeloval je pri oblikovanju sodobne norme za slovaški jezik ter zbiral zgodovinska dela iz najstarejšega obdobja slovanskih jezikov.
V zadnjih letih življenja se mu je duševno zdravje močno poslabšalo, zažigal je svojo korespondenco s pomembnimi znanstveniki. Depresijo je hotel končati s samomorom, a so ga rešili. Na začetku oktobra 1860 je Šafárik dokončno zapustil mesto ravnatelja knjižnice. Zdravje mu je pešalo in umrl je 26. julija 1861. Pokopan je bil na luteranskem pokopališču v Pragi in od tod 1900 premeščen na Olšansko pokopališče.

### Pomen za Slovence
Od 1818 je bil v stikih s Kopitarjem, za slovenski del zgodovinskega prikaza Geschichte der slawischen Sprache und Literatur nach allen Mundarten (Ofen 1826) je največ podatkov dobil v Kopitarjevi slovnici, za drugo izdajo, od katere je po njegovi smrti izšel samo del o južnoslovanskih književnostih (Geschichte der s. Literatur I–III, Praga 1864, 1865), mu je obširno snov posredoval Matija Čop. Šafárik  ga je 1833 delno objavil v članku o sodobni literaturi ilirskih Slovanov, v katerem obravnava 38 slovenskih piscev. 
Za delo Slovanské starožitnosti (Praga 1842) je podatke za slovensko zgodovino črpal mdr. pri Valvasorju, predvsem pa pri Linhartu. V delu Slovanský národopis (Praga 1842) je prikazal slovenske narodnostne meje, jezik in književnost ter dodal 5 slovenskih ljudskih pesmi. Podrobne zemljepisne podatke so mu dali Urban Jarnik, Franc Serafin Metelko, Anton Murko, Anton Martin Slomšek, Valentin Stanič, Stanko Vraz idr. O Rezijanih in Beneških Slovencih mu je v pismih poročal Jarnik, o njih je Šafárik objavil poseben članek. Dopisoval si je tudi s Petrom Dajnkom, Miklošičem idr. Njegova dela so bila med slovenskimi izobraženci zaradi znanstvene in buditeljske vrednosti poznana in cenjena.

## Delo

### Poezija
- Ode festiva ... (Levoča, 1814)
- Tatranská múza s lyrou slovanskou (Levoča, 1814) – pesmi, navdahnjene s klasično, sodobno evropsko literaturo (Friedrich Schiller) in slovaško slovstveno tradicijo (Juraj Jánošík)

### Znanstvena dela
- Promluvení k Slovanům , in: Prvotiny pěkných umění (1817, ?) – inspiracijo je dobil pri različnih narodnih literaturah z namenom spodbuditi Slovake, Čehe, da bi začeli zbirati ljudske pesmi
- Počátkové českého básnictví, obzvláště prozodie (1818, Bratislava), skupaj s Františkom Palackim – ukvarja se s tehničnimi podrobnosti, značilnosti pisanja pesmi
- Novi Graeci non uniti ritus gymnasii neoplate auspicia feliciter capta. Adnexa est oratio Pauli Josephi Schaffarik (Novi Sad 1819)
- Písně světské lidu slovenského v Uhřích. Sebrané a vydané od P. J. Šafárika, Jána Blahoslava a jiných. 1-2 (1823-1827) /Národnie zpiewanky- Pisne swetské Slowáků v Uhrách (1834-1835, Buda), skupaj z Jánom Kollárjem
- Geschichte der slawischen Sprache und Literatur nach allen Mundarten (1826) – primer enciklopedije: prvi poskus sistematično obdelati vse slovanske jezike kot celoto
- Über die Abkunft der Slawen nach Lorenz Surowiecki (Budim, 1928)
- Serbische Lesekörner oder historisch-kritische Beleuchtung der serbischen Mundart (1833)
- Slovanské starožitnosti (1837, 1865, Praga), njegovo najpomembnejše delo, prva večja knjig o kulturi in zgodovini Slovanov
- Monumenta Illyrica (1839, Praga) – spomenik stari južnoslovanski literaturi
- Die ältesten Denkmäler der böhmischen Sprache… (Praga, 1840) – najstarejši spomenik čekemu jeziku, skupaj s Palackým
- Slovanský národopis (1842, Praga), njegovo drugo najpomembnejše delo, opisuje slovansko etnologijo
- Počátkové staročeské mluvnice in: Výbor (1845) [osnove staročeške gramatike]
- Juridisch - politische Terminologie der slawischen Sprachen Oesterreich (Dunaj, 1850), slovar napisal skupaj s K. J. Erbenom
- Památky dřevního pisemnictví Jihoslovanů (1851, Praga) – vsebuje pomembne staroslovenske tekste
- Památky hlaholského pisemnictví (1853, Praga)
- Glagolitische Fragmente (1857, Praga), skupaj s Höflerjem
- Über den Ursprung und die Heimat des Glagolitismus (1858, Praga) – tu je zagovarjal nazor, da je glagolica starejša kot cirilica
- Geschichte der südslawischen Litteratur1-3 (1864–65, Praga), uredil Jireček

### Zbrana dela
- Sebrané spisy P. J. Šafaříka 1–3 (Praga, 1862–1863, 1865)
- Spisy Pavla Josefa Šafaříka 1 (Bratislava, 1938)

## Poimenovanje po njem
- Univerzita Pavla Jozefa Šafárika v Košicah in Prešovu
- Mesto Šafárikovo v letih 1948–1990, danes Tornaľa